# Xã Hardy, Quận Sharp, Arkansas
Xã Hardy (tiếng Anh: Hardy Township) là một xã thuộc quận Sharp, tiểu bang Arkansas, Hoa Kỳ. Năm 2010, dân số của xã này là 1.090 người.